# Patrick Ball

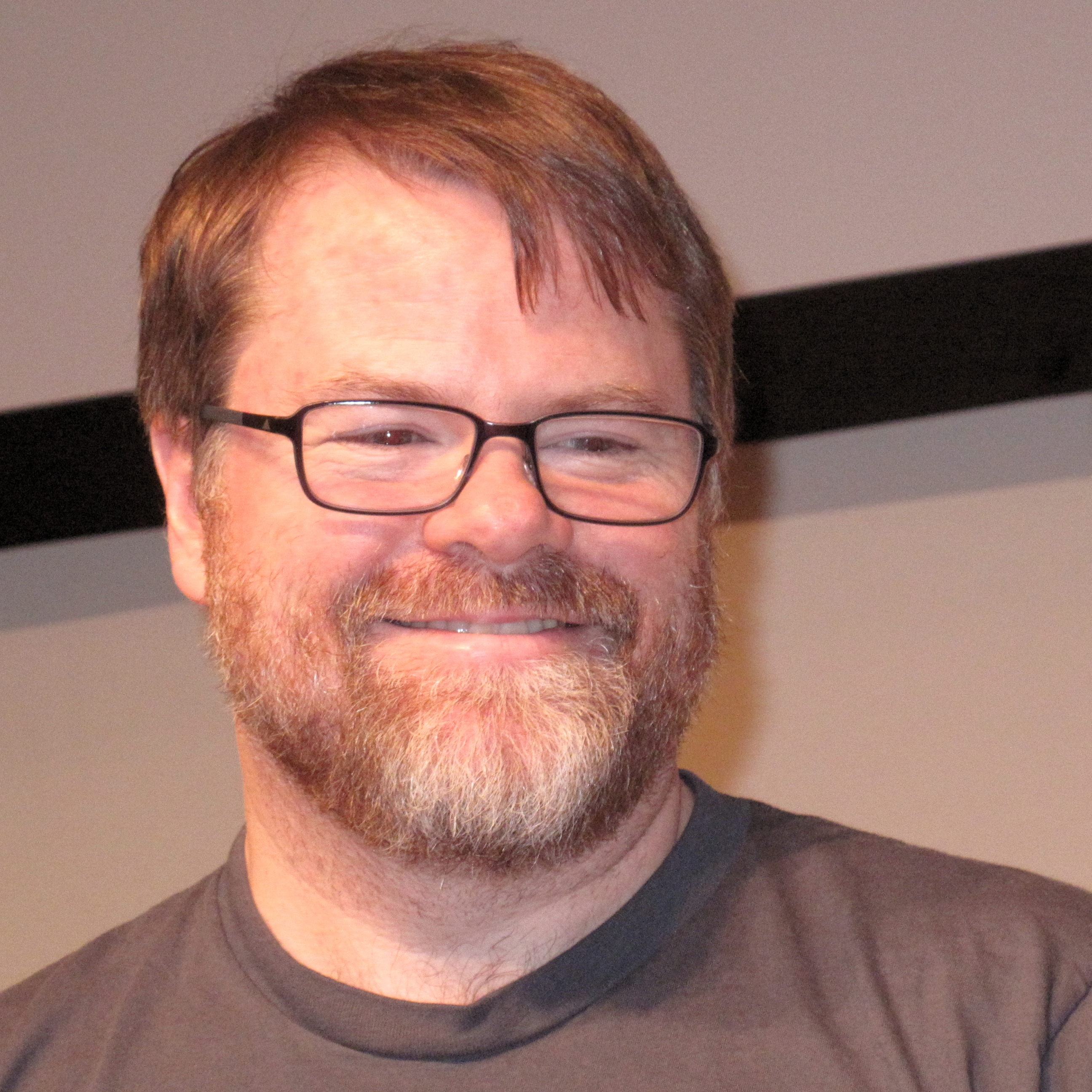
Patrick Ball, Dezember 2013

Patrick Ball (* 26. Juni 1965) ist ein US-amerikanischer Wissenschaftler und Menschenrechts-Aktivist, der im Rahmen seiner Tätigkeiten mit der Human Rights Data Analysis Group (HRDAG) mehrfach Zeuge bei internationalen Gerichtsverfahren war. Ball trat beispielsweise als Experte am Internationalen Strafgerichtshof für das ehemalige Jugoslawien in dem Verfahren gegen Slobodan Milošević auf. Im Prozess gegen den ehemaligen guatemaltekischen Diktator José Montt wies er dessen Genozid an den Ixil nach.

## Werdegang
Ball ist Absolvent der Columbia University und Doktorand der University of Michigan, er ist Ph. D. der Statistik. Sein Fachgebiet wandte er erstmals in der Wahrheitskommission für El Salvador an, er analysierte die vorhandenen Rohdaten über Todesfälle im Hinblick auf Zeitpunkt und militärische Einheit und konnte so einzelne verantwortliche Offiziere identifizieren – und zudem nach Brutalität sortieren.
Nachdem die Kommission auf sein Rechenmodell aufmerksam wurde, verwendete sie seine Methoden eigenständig.

“It’s easy to think the world is totally different because we have cell phones now. It has changed our understanding of public violence – but most violence isn’t public.”

„Es ist einfach zu glauben, dass die Welt inzwischen eine vollkommen andere wäre, nur weil wir Kamerahandys haben. Das hat unser Verständnis von öffentlicher Gewalt verändert – die meiste Gewalt findet aber nicht öffentlich statt.“

Im Laufe der 1990er Jahre arbeitete Ball für das Wissenschaft-und-Menschenrechte-Programm der American Association for the Advancement of Science (AAAS), durch das er an verschiedene truth commissions, Menschenrechtsgruppen und internationale Gerichtshöfe – unter anderen der Wahrheits- und Versöhnungskommission für die Aufarbeitung der Apartheid in Südafrika – als Experte vermittelt wurde. Über das und im AAAS suchte Ball Kollegen und Mitstreiter für die Gründung der HRDAG, was er während der 2000er Jahre auch in der gemeinnützigen Technologiefirma Benetech fortsetzte.

## Auszeichnungen & Mitgliedschaften
Auszeichnungen
- 2005: Pioneer Award der Electronic Frontier Foundation
- 2004: Eugene Lawler Award der Association for Computing Machinery
- 2002: Special Achievement Award  der American Statistical Association

Mitgliedschaften
- Fellow des Human Rights Center der University of California
- Fellow am Institute for Democracy and Conflict Resolution der University of Essex
- Fellow am Center for Human Rights Science der Carnegie Mellon University